# Cavan (Côtes-d'Armor)
Cavan (Bretons: Kawan) is een gemeente in het Franse departement Côtes-d'Armor, in de regio Bretagne. Cavan telde op 1 januari 2022 1.548 inwoners.

## Geografie
De oppervlakte van Cavan bedroeg op 1 januari 2022 16,4 vierkante kilometer; de bevolkingsdichtheid was toen 94,4 inwoners per km².
De onderstaande kaart toont de ligging van Cavan met de belangrijkste infrastructuur en aangrenzende gemeenten.

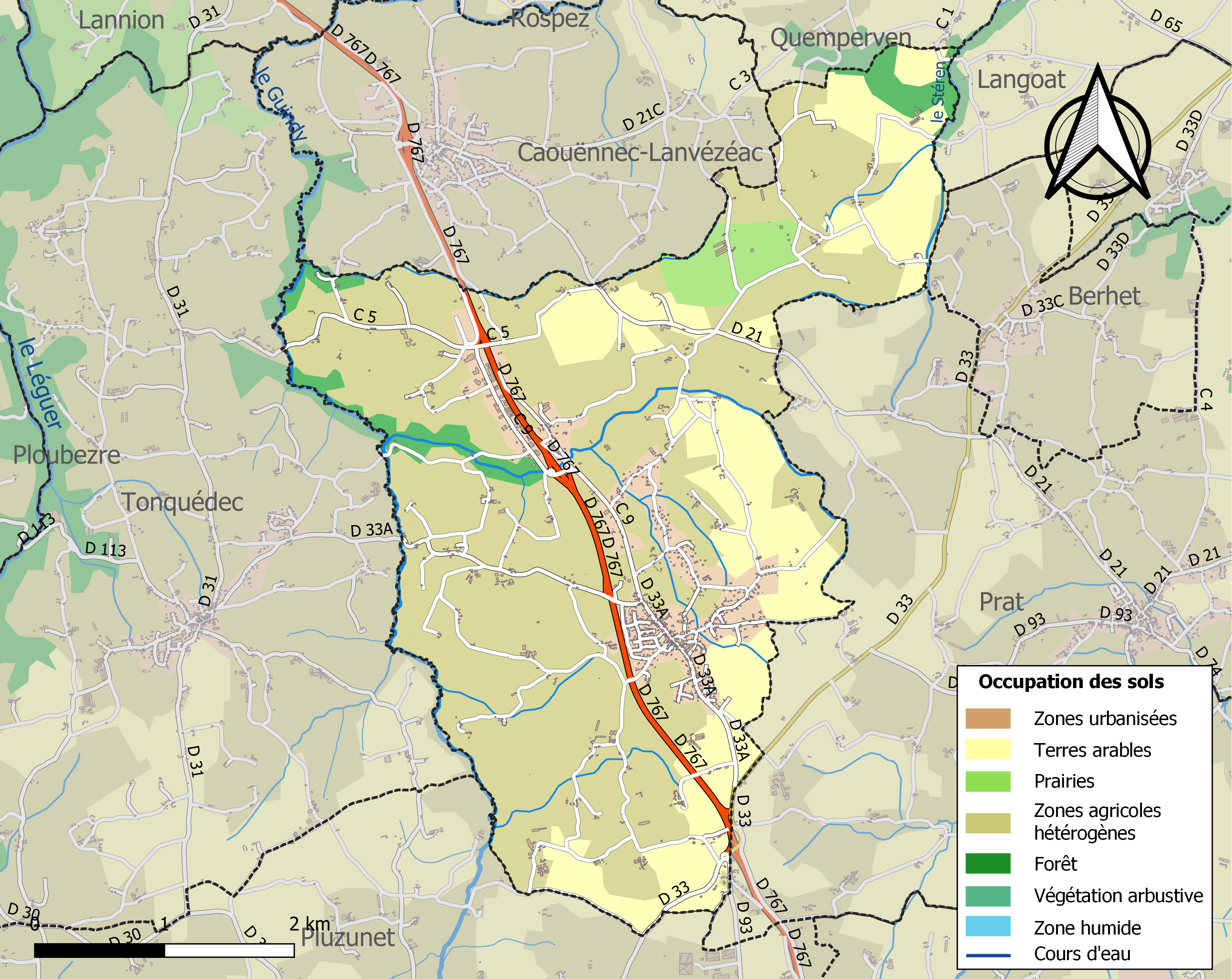

## Demografie
Onderstaande figuur toont het verloop van het inwonertal (bron: INSEE-tellingen).